# Vovko
Vovko je priimek več znanih Slovencev:
- Andrej Vovko (1947—2015), zgodovinar, publicist in muzealec
- Beti Vovko, psihologinja, integrativna terapevtka
- Davor Vovko, pevec, kitarist in pisec besedil pesmi v skupini EMBER
- Elizabeta Vovko Ozimek, knjižničarka, publicistka (Trebnje)
- Franc Vovko (1879—1943), slepi duhovnik
- Mitja Vovko, arhitekt
- Tomaž Vovko, zdravnik infektolog
- Toni Vovko, novomeški založnik, ilustrator